# Vitis doaniana
Vitis doaniana är en vinväxtart som beskrevs av Munson. Vitis doaniana ingår i släktet vinsläktet, och familjen vinväxter. Inga underarter finns listade i Catalogue of Life.